# Linda Kozlowski
Linda Kozlowski (Fairfield, 7 de Janeiro de 1958) é uma atriz norte-americana. Foi indicada para um Golden Globe Award.

## Vida pessoal
Linda Kozlowski coestrelou Crocodile Dundee (1986) com o ator australiano Paul Hogan e os dois iniciaram um relacionamento amoroso durante as filmagens, quando o ator ainda era casado com Noelene Edwards. Após sair o divórcio de Hogan, se casaram em 5 de maio de 1990 e a atriz passou a adotar o nome de Linda Hogan.
Linda e Paul tiveram um filho chamado Chance, mas em outubro de 2013, Linda Kozlowski pediu o divórcio, citando diferenças irreconciliáveis.

## Carreira
Linda Kozlowski estreou em 1981 numa produção "off-Broadway", How It All Began. Depois ela representou "Miss Forsythe" na Broadway, na peça Death of a Salesman e em 1984 fez o mesmo papel numa versão cinematográfica.
O seu grande papel veio em 1986, quando ela foi lançada como a personagem feminina coestrelando com o futuro marido Paul Hogan no filme australiano "Crocodile Dundee. Dois anos mais tarde, ela retomou o seu papel de protagonista com Hogan em Crocodile Dundee II.
Também em 1988, estrelou, com Bill Paxton, Tim Curry e Annie Potts, no filme Pass the Ammo (Santo Golpe).
Desde então, ela apareceu nos filmes Almost an Angel de 1990, Backstreet Justice (com Paul Sorvino ) e The Neighbour (com Rod Steiger ) em 1994 e Village of the Damned em 1995. Em 2001, estrelou novamente com Hogan  em Crocodile Dundee em Los Angeles.

## Filmografia
| Ano  | Título                          | Título em português                                                   | Papel             |
| ---- | ------------------------------- | --------------------------------------------------------------------- | ----------------- |
| 1985 | Death of a Salesman             | br: A Morte do Caixeiro-Viajante pt: A Morte de um Caixeiro-Viajante  | Miss Forsythe     |
| 1986 | Crocodile Dundee                | br/pt: Crocodilo Dundee                                               | Sue Charlton      |
| 1987 | Pass the Ammo                   | br: Santo Golpe                                                       | Claire            |
| 1988 | Crocodile Dundee II             | br/pt: Crocodilo Dundee II                                            | Sue Charlton      |
| 1990 | Almost an Angel                 | br: Quase um Anjo                                                     | Rose Garner       |
| 1993 | The Neighbor                    | br: O Vizinho                                                         | Mary / Mrs. Hatch |
| 1994 | Backstreet Justice              | br: Justiça Mortal                                                    | Keri Finnegan     |
| 1994 | Zorn                            |                                                                       | Emilie Bartlett   |
| 1995 | Village of the Damned           | br: A Cidade dos Amaldiçoados pt: A Cidade dos Malditos               | Jill McGowan      |
| 1994 | Shaughnessy                     |                                                                       | Marla             |
| 2001 | Crocodile Dundee in Los Angeles | br: Crocodilo Dundee em Hollywood pt: Crocodilo Dundee em Los Angeles | Sue Charlton      |